# Goodbye to the Gallows
Albums de Emmure
The Complete Guide to Needlework
(2006) The Respect Issue
(2008)
Goodbye to the Gallows est le premier album studio du groupe de Deathcore américain Emmure. L'album est sorti le 6 mars 2007 sous le label Victory Records.
Sur cet album, les deux guitaristes ont réglé leurs instruments en Drop A#.